# قلیچ قیه
قلیچ قیه، روستایی از توابع بخش افشار شهرستان خدابنده در استان زنجان ایران است.
این روستا در مجاور رودخانه قزل اوزن قرار دارد 
شغل اصلی اهالی روستا کشاورزی و دامپروری هست و از همین طریق امرار معاش می‌کنند

## جمعیت
این روستا در دهستان قشلاقات افشار قرار دارد و براساس سرشماری مرکز آمار ایران در سال ۱۳۸۵، جمعیت آن ۱۱۶ نفر (۲۲خانوار) بوده‌است.